# Scincoidea
Scincoidea es una superfamilia de lagartos escincomorfos.

## Taxonomía
Scincoidea se define como el más reciente ancestro común de Cordylidae y Scincidae y todos sus descendientes. Es un taxón monofilético.
Comprende las siguientes familias:
- Familia Ateuchosauridae
- Familia Cordylidae
- Familia Gerrhosauridae
- Familia Ristellidae
- Familia Scincidae
- Familia Xantusiidae